# Ерхов, Сергей Михайлович
Сергей Михайлович Ерхов (род. 28 октября 1954) — советский хоккеист, нападающий. Мастер спорта СССР, отличник физической культуры и спорта. Тренер.

## Биография
Воспитанник воскресенского «Химика». Выступал за команды «Химик» (1971/72 — 1972/73), «Текстильщик» Павловский Посад (1972/73), «Дизелист» Пенза (1973/74 — 1976/77, 1978/79 — 1982/83), СКА Куйбышев (1977/78 — 1978/79), ВЭМ (Пенза, 1989, КФК).
Окончил Высшую школу тренеров (Москва, 1986). Тренер (1985—1987, 2001—2002, 2003), главный тренер (1987—1988, 1999—2000) команды «Дизелист» / «Дизель». Главный тренер (1998—1999, 2000—2001), тренер (2002—2003) команды «Дизель-2». Главный тренер (2011—2015) команды МХЛ-Б «Дизелист». Главный тренер юношеских команд «Дизеля» (2010—2011, 2015—2021). Первый детский тренер Антона Слепышева.